# Frida Green
Frida Elin Green, född 6 september 1992 i Ystads församling, Malmöhus län, är en svensk sångerska.

## Biografi
Green är född och uppväxt i Ystad och kom tidigt att sjunga i olika körer och lokala band i hemstaden med omnejd. Hon har en kraftfull röst och sjunger pop, soul och blues samt nya tolkningar och jazztagningar av poplåtar.
År 2015 medverkade Green på Badpojkens låt "Johnny G (The Guidetti Song)" som toppade listor sommaren 2015.
År 2017 medverkade hon i SVT:s Luciamorgon med låten O helga natt. År 2018 medverkade hon i TV4:s underhållningsprogram Talang där hon tog sig till final. År 2019 släppte Green sin debutsingel "Beat 'Em Up", producerad på Cardiac Records.
I början av maj 2019 släppte hon sången "What Would Greta Do?", skriven av Michael Saxell, som handlar om Greta Thunberg.
Green deltog i Melodifestivalen 2021 med låten "The Silence", skriven av Anna Bergendahl, Bobby Ljunggren, David Lindgren Zacharias och Joy Deb. Låten gick vidare till andra chansen där hon sedan åkte ut i duell 2 emot Paul Rey.

## Diskografi
Singlar
- 2015: "Johnny G, The Guidetti Song (Feat. Frida Green)"
- 2018: "What About Us"
- 2019: "What Would Greta Do?"
- 2019: "Beat Them Up"
- 2020: "Jolly Xmas (Feat. Frida Green)"
- 2020: "A Happier New Year (Feat. Frida Green)"

## Priser
2020 tilldelades Frida Green tillsammans med Hannes Nilsson Ystad Allehandas Kulturpris. 